# Ouratea cuspidata
Ouratea cuspidata är en tvåhjärtbladig växtart som först beskrevs av A. St.-hil., och fick sitt nu gällande namn av Adolf Engler och Ernest Friedrich Gilg. Ouratea cuspidata ingår i släktet Ouratea och familjen Ochnaceae. Inga underarter finns listade i Catalogue of Life.